# Barbara Pumhösel
Barbara Pumhösel, née en 1969 à Neustif bei Scheibbs (Autriche), est une poète et écrivaine d'origine autrichienne qui écrit et publie en italien et en allemand.

## Biographie
Barbara Pumhösel est née en 1959 à Neustif bei Scheibbs en Autriche. Après des études secondaires
scientifiques, elle entame des études universitaires à Vienne. Elle est diplômée en langues et littérature
étrangères et soutient une thèse sur la littérature italienne pour enfants. 
Elle s'installe en Italie, à Bagno a Ripoli, près de Florence, où elle habite toujours. Elle finit par écrire exclusivement en italien et publie des livres pour enfants qui ont obtenu un grand succès.
Elle publie dans les revues : Semicerchio, Pagine, L’area di Broca, Disarmonie, Sagarana, Kùmà, Confluences poétiques.
Elle est membre de la Compagnia delle poete.

## Œuvre
- prugni, postface de Maria Grazia Negro, Isernia, Cosmo Iannone, 2008 [présentation en ligne : N. Moll, « Recensione a Barbara Pumhösel Prugni », Kùmà, n° 16, mars 2009]
- In transitu, Osimo, Arcipelago Itaca, 2016
- Die Distanz der Ufer, Innsbruck, Limbus Verlag, 2019
- Ungras im Paradies, Horn, Thurnhof, 2019 (photos de Rainer Wolf).
- « La frontiera li attraversa: appunti sulla poesia transculturale austriaca », in Colori sotto la mia lingua, Eva-Maria Thüne & Simona Leonardi (éds), Roma, Aracne, 2009
- Gedankenflussabwärts, Horn, Edition Turnhof, 2009

### Pour enfants
- La principessa Sabbiadoro, Florence, Giunti, 2007
- L’Orchestrosauro, Florence, Giunti, 2013
- La voce della neve, Florence, Giunti, 2013
- Gli errori di coccodrillo, Milan, Il Castoro, 2016
- La volpe e il picchio e la bambina, Florence, Terra nuova, 2017
- O Menino e o Cipó, Recife, Editora Esprial, 2017
- Che fortuna! So lucky, Borgomanero, Fondazione “A. Marazza”, 2018
- avec Anna Sarfatti, La Calamitica III E, Turin, EDT, 2007-2009

### Anthologies
- Ai confini del verso. Poesia della migrazione in italiano, 2006
- Novunque, 2012
- Madrigne in un’unica partitura, 2015

## Distinctions
- Prix Arcipelago Itaca, 2016
- Concours du CIES de la littérature enfantine pour Il bambino e la liana, 2009
- Prix Fiorino d’argento (Firenze Europa), 2008
- Prix Popoli in cammino, 2007